# 제천시·단양군
제천시·단양군은 대한민국의 국회의원 선거구이다. 충청북도 제천시와 단양군 일대를 관할한다. 현 지역구 국회의원은 국민의힘의 엄태영이다.

## 역사
1995년 1월, 제천시와 제천군이 통합되면서 통합 제천시가 출범하였다. 이에 대한민국 제15대 국회의원 선거를 앞두고 제천시 선거구와 제천군·단양군 선거구가 통합되면서 신설되었다

## 관할 구역
| 대수  | 관할 구역               |
| ----- | ----------------------- |
| 15대~ | 제천시 일원 단양군 일원 |

## 역대 국회의원
| 선거   | 정당 | 정당         | 의원   |
| ------ | ---- | ------------ | ------ |
| 1996년 |      | 무소속       | 김영준 |
| 2000년 |      | 자유민주연합 | 송광호 |
| 2004년 |      | 열린우리당   | 서재관 |
| 2008년 |      | 한나라당     | 송광호 |
| 2012년 |      | 새누리당     | 송광호 |
| 2016년 |      | 새누리당     | 권석창 |
| 2018년 |      | 더불어민주당 | 이후삼 |
| 2020년 |      | 미래통합당   | 엄태영 |
| 2024년 |      | 국민의힘     | 엄태영 |

## 역대 선거 결과

### 대한민국 제15대 국회의원 선거
|  | 31.98% |

|  | 31.12% |

|  | 29.33% |

|  | 7.55% |

### 대한민국 제16대 국회의원 선거
|  | 41.32% |

|  | 29.60% |

|  | 24.21% |

|  | 2.83% |

|  | 2.01% |

### 대한민국 제17대 국회의원 선거
|  | 45.31% |

|  | 45.00% |

|  | 3.25% |

|  | 3.13% |

|  | 2.04% |

|  | 1.25% |

### 대한민국 제18대 국회의원 선거
|  | 53.23% |

|  | 20.63% |

|  | 15.96% |

|  | 8.34% |

|  | 1.82% |

### 대한민국 제19대 국회의원 선거
|  | 56.29% |

|  | 35.52% |

|  | 5.15% |

|  | 3.01% |

### 대한민국 제20대 국회의원 선거
|  | 58.19% |

|  | 32.91% |

|  | 8.89% |

### 2018년 대한민국 재보궐선거
|  | 47.74% |

|  | 44.88% |

|  | 7.36% |

### 대한민국 제21대 국회의원 선거
|  | 54.10% |

|  | 44.60% |

|  | 1.29% |

### 대한민국 제22대 국회의원 선거
|  | 49.43% |

|  | 41.44% |

|  | 4.88% |

|  | 4.24% |